# Alfred P. Southwick
 (novembre 2024).
Si vous disposez d'ouvrages ou d'articles de référence ou si vous connaissez des sites web de qualité traitant du thème abordé ici, merci de compléter l'article en donnant les références utiles à sa vérifiabilité et en les liant à la section « Notes et références ».
Alfred Porter Southwick (18 mai 1826 - 11 juin 1898) était un ingénieur de bateau à vapeur, dentiste et inventeur de Buffalo, New York. On lui attribue l'invention de la chaise électrique comme méthode d'exécution légale. Il était également professeur à l'école de médecine dentaire de l'université de Buffalo, aujourd'hui connue sous le nom d'université d'État de New York à Buffalo.

## Chaise électrique
En 1881, Alfred Southwick a eu l'idée de l'exécution électrique en entendant l'histoire d'un homme en état d'ébriété qui avait touché un générateur électrique sous tension. Étant donné que l'homme est mort si rapidement, Southwick, un quaker, a conclu que l'électricité pouvait être utilisée comme alternative à la pendaison, rendant les exécutions plus humaines. Sa première application de ce phénomène a été d'aider à inventer un moyen d'euthanasier les chiens errants à la SPCA de Buffalo, mais dans l'année qui a suivi, il a publié ses idées sur l'utilisation de cette méthode pour la peine capitale dans des revues scientifiques. Southwick étant un dentiste habitué à pratiquer des interventions sur des sujets assis sur des chaises, son dispositif d'exécution électrique est apparu sous la forme d'une « chaise électrique ».
Après une série de pendaisons ratées aux États-Unis, cette forme de peine capitale et la peine de mort en général sont de plus en plus critiquées. En 1886, David B. Hill, gouverneur nouvellement élu de l'État de New York, a créé une commission sur la peine de mort composée de trois membres afin de trouver une forme d'exécution plus humaine. Cette commission était composée de Southwick, du défenseur des droits de l'homme et réformateur Elbridge Thomas Gerry, et de l'avocat et homme politique new-yorkais Matthew Hale. Ils ont étudié de nombreuses formes d'exécution et, en 1888, ont recommandé l'électrocution en utilisant l'idée de la chaise électrique de Southwick, avec des conducteurs métalliques attachés à la tête et aux pieds du condamné. Sur leur conseil, la première loi autorisant l'électrocution est entrée en vigueur dans l'État de New York le 1er janvier 1889 Le développement de l'idée de Southwick pour en faire un dispositif opérationnel a été confié à la Société médico-légale de New York.
Le 6 août 1890, William Kemmler est exécuté par électrocution. Southwick était présent et aurait déclaré : « Voilà l'aboutissement de dix années de travail et d'étude ! À partir de ce jour, nous vivons dans une civilisation supérieure".
Southwick meurt en 1898, à l'âge de 72 ans, et est inhumé au cimetière de Forest Lawn à Buffalo, dans l'État de New York.

## Dans la culture populaire
La série Netflix F Is for Family présente une école appelée Alfred P. Southwick elementary school. Dans la saison 4, les élèves jouent une pièce de théâtre sur les origines de la chaise électrique et la vie d'Alfred P. Southwick.